# Otfried Müller (Theologe)
Otfried Müller (* 24. Januar 1907 in Posen; † 24. April 1986 in Erfurt) war ein deutscher katholischer Theologe.

## Leben
Müller wurde 1907 als Sohn eines Gymnasiallehrers geboren. Er besuchte erst das Gymnasium in Königshütte und dann das in Berlin-Zehlendorf. Schließlich legte er 1925 am Staatlichen Katholischen St. Matthias-Gymnasium in Breslau das Abitur ab. Mit ihm zur Schule ging unter anderem der spätere Domvikar von Kardinal Bertram, Johannes Kaps.
Müller studierte nach dem Abitur bis 1930 Philosophie und Theologie und für kurze Zeit auch Geschichte an den Universitäten in Breslau, wo er Mitglied der CV-Verbindung KDStV Winfridia (Breslau) Münster wurde, und Innsbruck. Am 1. Februar 1931 weihte ihn Adolf Kardinal Bertram in Breslau zum Priester. Nach der Weihe wirkte er für zwei Jahre als Kaplan in Mühlbock (Neumark). Danach war er Hausgeistlicher in Protsch-Weide im Kreis Breslau und in Breslau. Kardinal Bertram ernannte ihn zum 1. Januar 1935 zu seinem Geheimsekretär, was er bis zum 15. September 1937 blieb. Im Jahr 1937 legte Müller das Pfarrexamen ab und ging für einen Studienaufenthalt nach Rom. Dort wandte er sich kirchenrechtlichen Studien zu und wohnte während dieser Zeit im Priesterkolleg beim Campo Santo Teutonico. Er erwarb den akademischen Grad eines Baccalaureus des kanonischen Rechtes und kehrte 1938 nach Schlesien zurück. Dort war er bis zum 14. November 1940 Präfekt des Erzbischöflichen Knabenkonvikts Albertinum in Gleiwitz. In Breslau wurde er am 16. April 1940 zum Doktor der Theologie promoviert.

## Wirken
Müller wurde 1941 Pfarrer in Schwiebus, wo er 1945 nach dem Einmarsch der Sowjets verhaftet und schwer misshandelt wurde. Außerdem wurde er zur Arbeit gezwungen. Am 29. Juni 1945 wurde er aus Schwiebus ausgewiesen und war für kurze Zeit in Berlin als Seelsorger aktiv. Im Dezember 1945 wurde er Kaplan an der St.-Marien-Kirche in Delitzsch und im November 1946 Assessor am Erzbischöflichen Amt Magdeburg, wo er mit dem Aufbau der Vertriebenenseelsorge beauftragt wurde.
Im Jahr 1950 wurde er von Erich Kleineidam, dem Rektor der Philosophisch-theologischen Hochschule in Königstein, zum 1. Februar zum Dozenten für Dogmatik ernannt. Um die Jahreswende 1951/1952 übernahm Müller die Vertretung der Professur für Dogmatik und Fundamentaltheologie an der Philosophisch-Theologischen Hochschule der Erzdiözese München und Freising, die er bis zu seiner Berufung als Professor an das, wieder von Erich Kleineidam gegründete, Philosophisch-Theologische Studium in Erfurt innehatte. Diese Schule war die einzige, die zur wissenschaftlichen Ausbildung für Kandidaten des katholischen Priesteramtes in der DDR berechtigt war, - Müller nahm die Stelle 1953 an. Während dieser Zeit arbeitete Müller in München an seiner Habilitation. Er nahm 1962 an der ersten Sitzungsperiode des Zweiten Vatikanischen Konzils als Peritus teil.
Müller wurde am 1. Juli 1973 emeritiert, im selben Jahr wurde er auch zum Päpstlichen Ehrenprälaten ernannt.